# 7683 Wuwenjun
7683 Wuwenjun este un asteroid din centura principală de asteroizi.

## Descriere
7683 Wuwenjun este un asteroid din centura principală de asteroizi. A fost descoperit pe 19 februarie 1997 la Xinglong în cadrul programului Beijing Schmidt CCD Asteroid Program. Asteroidul prezintă o orbită caracterizată de o semiaxă mare de 2,26 ua, o excentricitate de 0,12 și o înclinație de 7,1° în raport cu ecliptica.